# Simion Michez
Simion Michez, né le 9 février 2002 à Charleroi en Belgique, est un footballeur belgo-camerounais qui évolue au poste de milieu droit au Sigma Olomouc en prêt du SK Slavia Prague.

## Biographie

### Débuts et formation
Simion Michez, né le 9 février 2002 à Charleroi, débute le football dans son pays natal aux côtés du R. Olympic CC. Il s'engage au RSC Anderlecht en 2008, où il effectue tous les catégories jeunes de U7 à U23 avec les Mauve et Blanc. Le 13 mai 2020, Simion signe son premier contrat professionnel avec le RSC Anderlecht.
Il évolue dans un premier temps avec l'équipe réserve du club belge, en Challenger Pro League, où il dispute un total de 26 matchs pour 3 buts.

### Beerschot VA
Le 15 mai 2023, Simion s'engage en Challenger Pro League sous les couleurs du Beerschot VA, il signe un contrat allant jusqu'en 2026. Le 11 aout 2023, Michez effectue ses premières minutes avec le Beerschot VA contre son ancien club le RSCA Futures (victoire 3-1). Le 13 avril 2024, Simion Michez et le Beerschot VA remporte le Challenger Pro League.

### SK Slavia Prague
Le 3 septembre 2024, Simion Michez est transféré au SK Slavia Prague pour 2,2 millions d'euros. Il signe un contrat jusqu'au 30 juin 2028. Le 21 septembre 2024, Michez effectue ses premières minutes en Fortuna Liga avec le SK Slavia Prague contre le FC Viktoria Plzeň (victoire 3-0).

### Parcours en sélection
Né en Belgique, Michez est né d'un père camerounais et d'une mère sénégalaise et possède les trois nationalités. Il est un ancien international junior de la Belgique ayant joué pour la Belgique -15 ans,Belgique -16 ans et la Belgique -17 ans de 2017 à 2019. Il a été appelé à un camp d'entraînement avec l'équipe du Cameroun -23 ans en 2021, pour affronter l'Entente Sannois Saint-Gratien, où il marquera un but.

## Statistiques
| Saison                | Club                  | Championnat           | Championnat | Championnat | Championnat | Coupe(s) nationale(s) | Coupe(s) nationale(s) | Coupe(s) nationale(s) | Compétition(s) continentale(s) | Compétition(s) continentale(s) | Compétition(s) continentale(s) | Compétition(s) continentale(s) | Total | Total | Total |
| Saison                | Club                  | Division              | M.          | B.          | P.d.        | M.                    | B.                    | P.d.                  | Comp.                          | M.                             | B.                             | P.d.                           | M.    | B.    | P.d.  |
| 2023-2024             | Beerschot VA          | Challenger Pro League | 29          | 5           | 3           | 2                     | 1                     | 0                     | -                              | -                              | -                              | -                              | 31    | 6     | 3     |
| 2024-2025             | Beerschot VA          | Jupiler Pro League    | 6           | 2           | 1           | 0                     | 0                     | 0                     | -                              | -                              | -                              | -                              | 6     | 2     | 1     |
| Sous-total            | Sous-total            | Sous-total            | 35          | 7           | 4           | 2                     | 1                     | 0                     | -                              | -                              | -                              | -                              | 37    | 8     | 4     |
| 2024-2025             | SK Slavia Prague      | Fortuna Liga          | 2           | 1           | 0           | 0                     | 0                     | 0                     | C3                             | 2                              | 0                              | 0                              | 4     | 1     | 0     |
| Sous-total            | Sous-total            | Sous-total            | 2           | 1           | 0           | 0                     | 0                     | 0                     | -                              | 2                              | 0                              | 0                              | 4     | 1     | 0     |
| Total sur la carrière | Total sur la carrière | Total sur la carrière | 37          | 8           | 4           | 2                     | 1                     | 0                     | -                              | 2                              | 0                              | 0                              | 41    | 9     | 4     |

## Palmarès

### En club
- Beerschot VA
  - Champion de Belgique de la Challenger Pro League en 2024